# Клив, Мэри Луиз
Мэ́ри Лу́из Клив (англ. Mary Louise Cleave;  1947 — 27 ноября 2023) — астронавт НАСА. Совершила два космических полёта на шаттле «Атлантис»: STS-61B (1985) и STS-30 (1989), инженер.

## Личные данные и образование

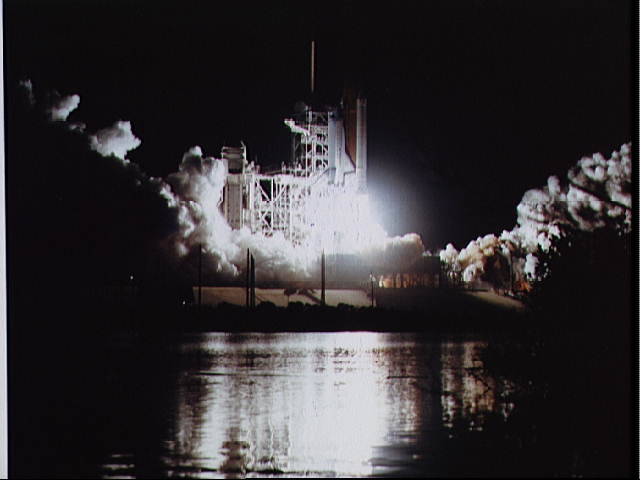
STS-61B — ночной старт.

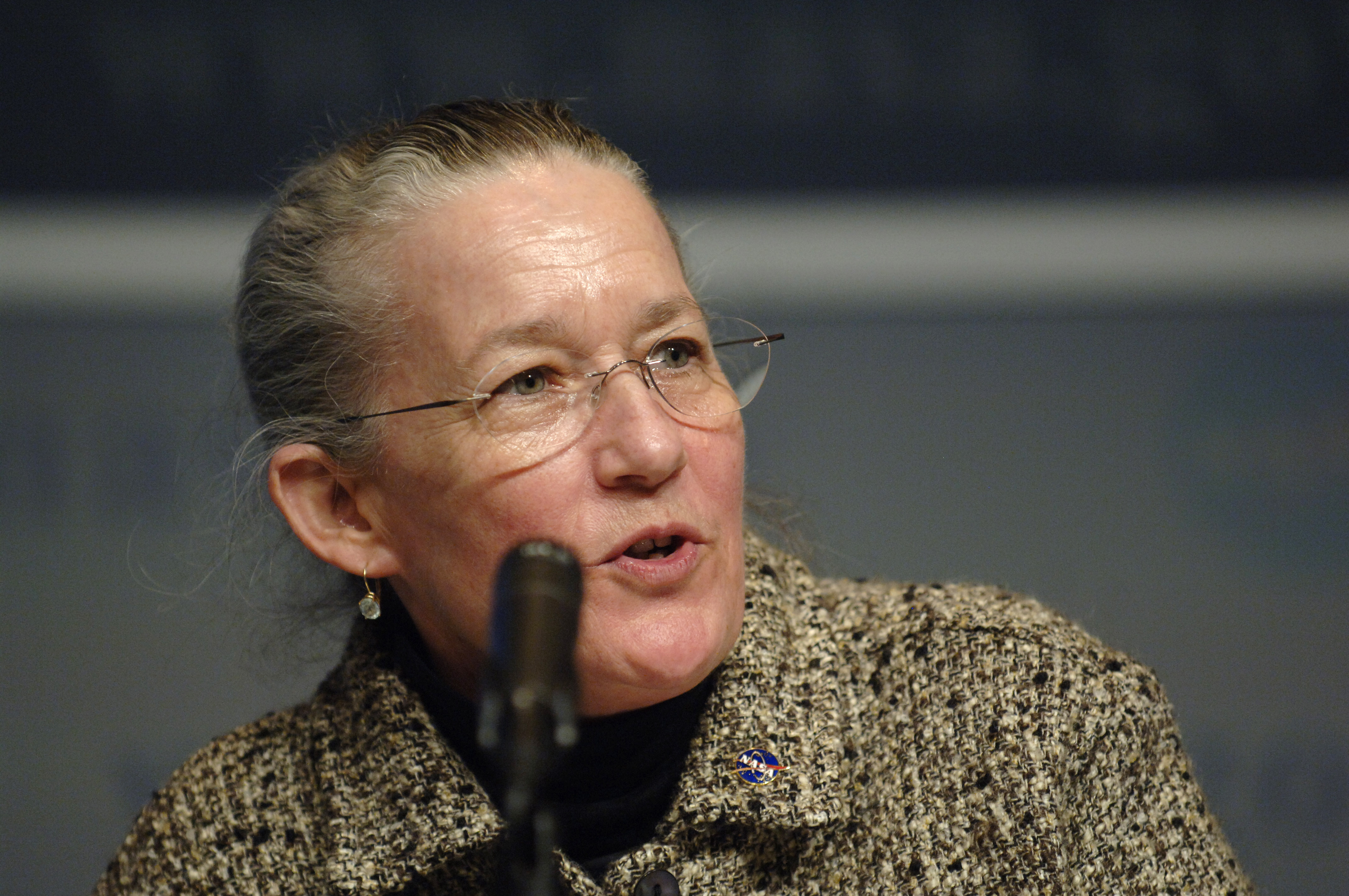
Клив в 2006 году.

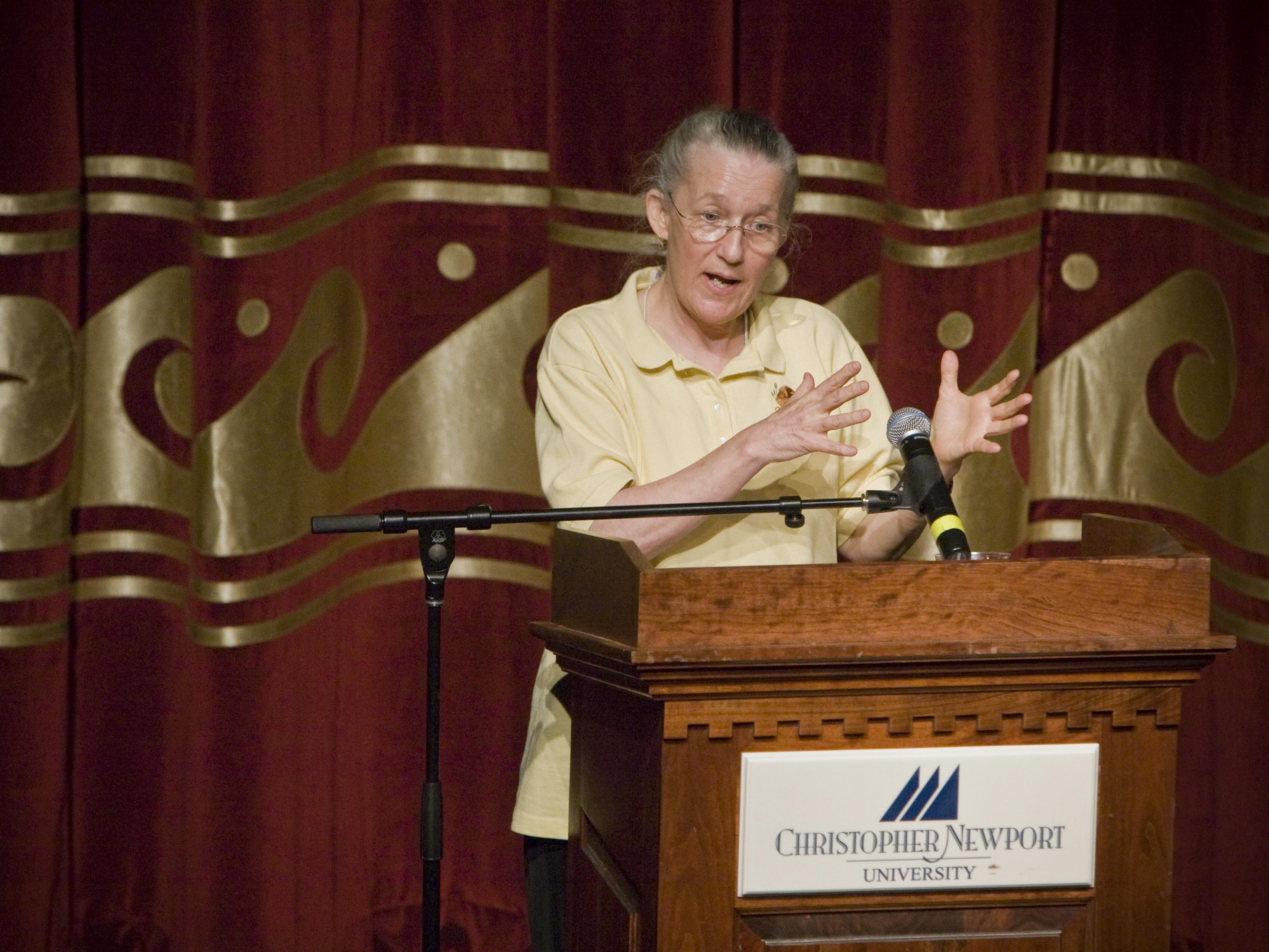
Клив в 2008 году.

Клив родилась 5 февраля 1947 года в городе Саутгемптон, штат Нью-Йорк. Родители: отец — Говард Клив и мать — Барбара Клив. Она выросла в Грейт-Неке, штат Нью-Йорк, где в 1965 году окончила среднюю школу. У неё есть старшая сестра — Труди Картер и младшая — Бобби Клив. В настоящее время[когда?] Клив проживает в Аннаполисе, штат Мэриленд, владеет несколькими кошками и фокстерьером по имени Эбби. В 1969 году она получила степень бакалавра наук в области биологии в Университете штата Колорадо. В 1975 году — магистра наук в области микробной экологии в Университете штата Юта. В 1979 году она защитила докторскую диссертацию в области гражданской и экологической инженерии в том же Университете.

## До НАСА
С сентября 1971 года по июнь 1980 года Клив занималась альгологией (научными исследованиями водорослей), была назначена инженером-исследователем в «Центр экологии и научных исследований» при Университете штата Юта. Исследовала различные водоемы штата Юта.

## Подготовка к космическому полёту
Клив была приглашена в НАСА в качестве кандидата в астронавты в мае 1980 года в составе девятого набора. Начала прохождение курса общекосмической подготовки (ОКП) с июля 1980 года. По окончании обучения в августе 1981 года получила квалификацию специалиста полета и назначение в Отдел астронавтов НАСА. Её технические задания включали в себя: программное обеспечение для Лаборатории электронного оборудования шаттла, оператор связи в пяти полетах шаттлов.

## Полёты в космос
- Первый полёт — STS-61B[4], шаттл «Атлантис». C 27 ноября по 3 декабря 1985 года в качестве специалиста полета. Во время миссии STS-61B было запущенно 4 коммуникационных спутника: Morelos-B (Мексика), Optus-A2 (Австралия), Satcom-K2 (США), OEX Target. Morelos-B и Optus-AUSSAT-2 были выведены на орбиты с помощью вспомогательных двигателей PAM-D, а для Satcom-K2 впервые была использована модификация PAM-D2 для вывода более тяжёлых спутников. Было проведено 2 эксперимента по сборке конструкций в космосе: конструкция, близкая по форме к «пирамиде» и по форме, близкой к «высокой башне». Продолжительность полёта составила 6 суток 21 час 6 минут[5].
- Второй полёт — STS-30[6], шаттл «Атлантис». C 4 по 8 мая 1989 года в качестве специалиста полета. Экипаж успешно вывел на орбиту автоматическую межпланетную станцию (АМС) «Магеллан». Это был первый с 1978 года спутник США по изучению другой планеты и первый планетарный зонд, который запущен с шаттла. Продолжительность полёта составила 4 суток 00 часов 58 минут[7].

Общая продолжительность полётов в космос — 10 суток 22 часа 4 минуты.

## После полётов
Клив оставила Космический центр имени Линдона Джонсона в мае 1991 года и перешла в НАСА, в Космический центр имени Годдарда в Гринбелте, штат Мэриленд. Она работала в лаборатории процессов гидросферы, как руководитель проекта. Разрабатывала датчик цвета океана, который следит за растительностью в глобальном масштабе. Разрабатывала методы и технологии биологической очистки воды.
Умерла 27 ноября 2023 года.

## Награды и премии
Награждена: Медаль «За космический полёт» (1985 и 1989) и многие другие.